# Мануела Вельєс
'Мануела Вельєс Касар'єго (ісп. Manuela Vellés Casariego; нар. 16 січня 1987, Мадрид) — іспанська акторка.

## Біографія
Мануела народилася в Мадриді, вона є племінницею братів-літераторів Касарьєго Кордоба (Мартіна, Ніколаса та Педро).
У 2005 році вступила в акторську школу в Мадриді. В тому ж році взяла участь у кастингу на головну роль Ани в фільмі режисера Хуліо Медема «Бентежна Ана» та перемогла сотню інших претенденток.

## Основна фільмографія
- 2007 — Бентежна Ана (Caótica Ana), реж. Хуліо Медем
- 2008 — Каміно (Camino), реж. Хав'єр Фессер
- 2008–2010 — Сеньйора (La señora) — серіал
- 2009 — Вчорашня дівчина (La chica de ayer) — серіал
- 2010 — Порядок речей (El orden de las cosas) — короткометражка, реж. Сезан Естебан Аленда
- 2010 — Викрадення (Secuestrados), реж. Мігель Анхель Вівас
- 2010 — Повернення (Retornos), реж. Луїс Авілес
- 2010 — Римська імперія. Легенда (Hispania, la leyenda) — серіал, реж. Хорхе Санчес-Кабесудо, Альберто Родрігес
- 2017 — Муза смерті (Muse), реж. Жауме Балагеро